# Servicios Diferenciados
Los Servicios Diferenciados (DiffServ o DS) proporcionan un método que intenta garantizar la calidad de servicio en redes de gran tamaño, como puede ser Internet.
Para proporcionar esta calidad de servicio, se clasifican los paquetes IP en diferentes clases en función de diferentes términos de QoS que tendrán especial relevancia para la conexión. Ejemplo: paquetes utilizados en transmisiones por streaming de contenido multimedia, que requerirán un bajo ratio de pérdidas de paquetes y de latencias, y serán clasificados bajo la categoría EF PHB (Expedited Forwarding).
Para especificar la clase de cada paquete se utilizan 6 bits introducidos en campos específicos, que son:
- Para IPv4: Se utiliza el viejo campo de TOS de 8 bits, siendo los seis primeros para DS, y los dos últimos para ECN (Explicit Congestion Notification, identificador para detectar congestión en la red sin utilizar paquetes específicos para ello).

- Para IPv6: Se utiliza un campo específico para ello denominado "Traffic Class" (Clase de tráfico) de 8 bits, siendo los seis primeros para DS, y los dos últimos para ECN.

Servicios Diferenciados analiza varios flujos de datos en vez de conexiones únicas o reservas de recursos. Esto significa que una negociación será hecha para todos los paquetes que envía una organización, ya sea una universidad, un proveedor de servicios de internet o una empresa. Los contratos resultantes de esas negociaciones son llamados Acuerdos de Nivel de Servicio (SLA), e inevitablemente implican un intercambio oneroso. Estos SLA especifican qué clases de tráfico serán provistos, qué garantías se dan para cada clase y cuántos datos se consideran para cada clase.
- Datos: Q1224345